# Nagroda Grammy w kategorii Best Jazz Instrumental Solo
Nagroda Grammy w kategorii Best Jazz Instrumental Solo przyznawana jest od 1979 roku. Przez ostatnich kilkanaście lat nazwa nagrody ulegała zmianom:
- W 1959 the award was known as Best Jazz Performance, Individual
- W 1960 nazywała się Best Jazz Performance – Soloist
- Od 1961 to 1971 nagroda była połączona z nagrodą w kategorii Nagroda Grammy w kategorii Best Jazz Instrumental Album, Individual or Group
- Od 1972 to 1978 nazywała się Best Jazz Performance by a Soloist
- Od 1979 to 1988 nazywała się Best Jazz Instrumental Performance, Soloist
- Od 1989 to 1990 nazywała się Best Jazz Instrumental Performance Soloist (on a jazz recording)
- W 1991 nazywała się Best Jazz Instrumental Performance, Soloist
- Od 1992 nazywa się Best Jazz Instrumental Solo

Nagroda przyznawana jest za nagrania/prace zarejestrowane w roku poprzedzającym daną nominację.

## Wiek XXI
- Nagroda Grammy w 2005
  - Herbie Hancock za "Speak Like a Child"
- Nagroda Grammy w 2004
  - Chick Corea za "Matrix"
- Nagroda Grammy w 2003
  - Herbie Hancock za "My Ship"
- Nagroda Grammy w 2002
  - Michael Brecker za "Chan's Song"
- Nagroda Grammy w 2001
  - Pat Metheny za "(Go) Get It"
- Nagroda Grammy w 2000
  - Wayne Shorter za "In Walked Wayne"

## Lata 90. XX wieku.
- Nagroda Grammy w 1999
  - Gary Burton & Chick Corea za "Rhumbata"
- Nagroda Grammy w 1998
  - Doc Cheatham & Nicholas Payton za "Stardust"
- Nagroda Grammy w 1997
  - Michael Brecker za "Cabin Fever"
- Nagroda Grammy w 1996
  - Michael Brecker za "Impressions"
- Nagroda Grammy w 1995
  - Benny Carter za "Prelude to a Kiss"
- Nagroda Grammy w 1994
  - Joe Henderson za "Miles Ahead"
- Nagroda Grammy w 1993
  - Joe Henderson za "Lush Life"
- Nagroda Grammy w 1992
  - Stan Getz za "I Remember You"
- Nagroda Grammy w 1991
  - Oscar Peterson za The Legendary Oscar Peterson Trio Live at the Blue Note
- Nagroda Grammy w 1990
  - Miles Davis za Aura

## Lata 80. XX wieku.
- Nagroda Grammy w 1989
  - Michael Brecker za Don't Try This at Home
- Nagroda Grammy w 1988
  - Dexter Gordon za The Other Side of Round Midnight
- Nagroda Grammy w 1987
  - Miles Davis za Tutu
- Nagroda Grammy w 1986
  - Wynton Marsalis za Black Codes From the Underground
- Nagroda Grammy w 1985
  - Wynton Marsalis za Hot House Flowers
- Nagroda Grammy w 1984
  - Wynton Marsalis za Think of One
- Nagroda Grammy w 1983
  - Miles Davis za We Want Miles
- Nagroda Grammy w 1982
  - John Coltrane za Bye Bye Blackbird
- Nagroda Grammy w 1981
  - Bill Evans za I Will Say Goodbye
- Nagroda Grammy w 1980
  - Oscar Peterson za Jousts

## Lata 70. XX wieku.
- Nagroda Grammy w 1979
  - Oscar Peterson za Montreaux '77 – Oscar Peterson Jam
- Nagroda Grammy w 1978
  - Oscar Peterson za The Giants
- Nagroda Grammy w 1977
  - Count Basie za Basie and Zoot
- Nagroda Grammy w 1976
  - Dizzy Gillespie za Oscar Peterson and Dizzy Gillespie
- Nagroda Grammy w 1975
  - Charlie Parker za First Recordings!
- Nagroda Grammy w 1974
  - Art Tatum za God Is in the House
- Nagroda Grammy w 1973
  - Gary Burton za "Alone at Last"
- Nagroda Grammy w 1972
  - Bill Evans za The Bill Evans Album performed by the Bill Evans Trio

## Lata 60. XX wieku.
- Nagroda Grammy w 1960
  - Ella Fitzgerald za Ella Swings Lightly

## Lata 50. XX wieku.
- Nagroda Grammy w 1959
  - Ella Fitzgerald za Ella Fitzgerald Sings the Duke Ellington Songbook